# Щит Джургая
«Щит Джургая» — художественный фильм, Тбилисская киностудия, 1944, Фильм-концерт. Фильм получил Сталинскую премию первой степени (1950). Музыку к фильму написал Димитрий Аракишвили.

## Сюжет
Действие фильма происходит во время Второй мировой войны, на Кавказе. По дороге на фронт бойцы заходят в полуразрушенный замок, где слышат легенду о великом витязе Джургае, который когда-то жил в этом замке. Герой легенды оживает и помогает победить.

## В ролях
- Кетевана Джапаридзе — актриса
- Медея Джапаридзе — Этери
- Нуца Микеладзе — 1-я девушка
- Дудухана Церодзе — 2-я девушка
- Давид Бадридзе — лейтенант и испанский гость
- Давид Гамрекели — Джургай
- Михаил Гришко — капитан

## Съёмочная группа
- Режиссёр: Семён Долидзе, Давид Рондели
- Сценарист: Семён Долидзе, Давид Рондели
- Оператор: Константин Кузнецов, Антон Поликевич
- Композитор: Андрей Баланчивадзе, Григорий Киладзе